# 泰坦蟻屬
泰坦蟻屬（學名：Titanomyrma），又稱巨蟻屬，是已發現體型最大的蟻，但現已滅絕。它們生存在始新世的德國與北美洲。2011 年所發表的盧氏泰坦蟻來自一具 49.5 百萬年前美國懷俄明州體型相當於一隻蜂鳥的蟻后化石，為最早於西半球發現的巨型螞蟻。而巨泰坦蟻則是目前已知世界上體型最大的螞蟻。巨蟻為目前已知最早能夠橫跨歐美的昆蟲族群。

## 發現

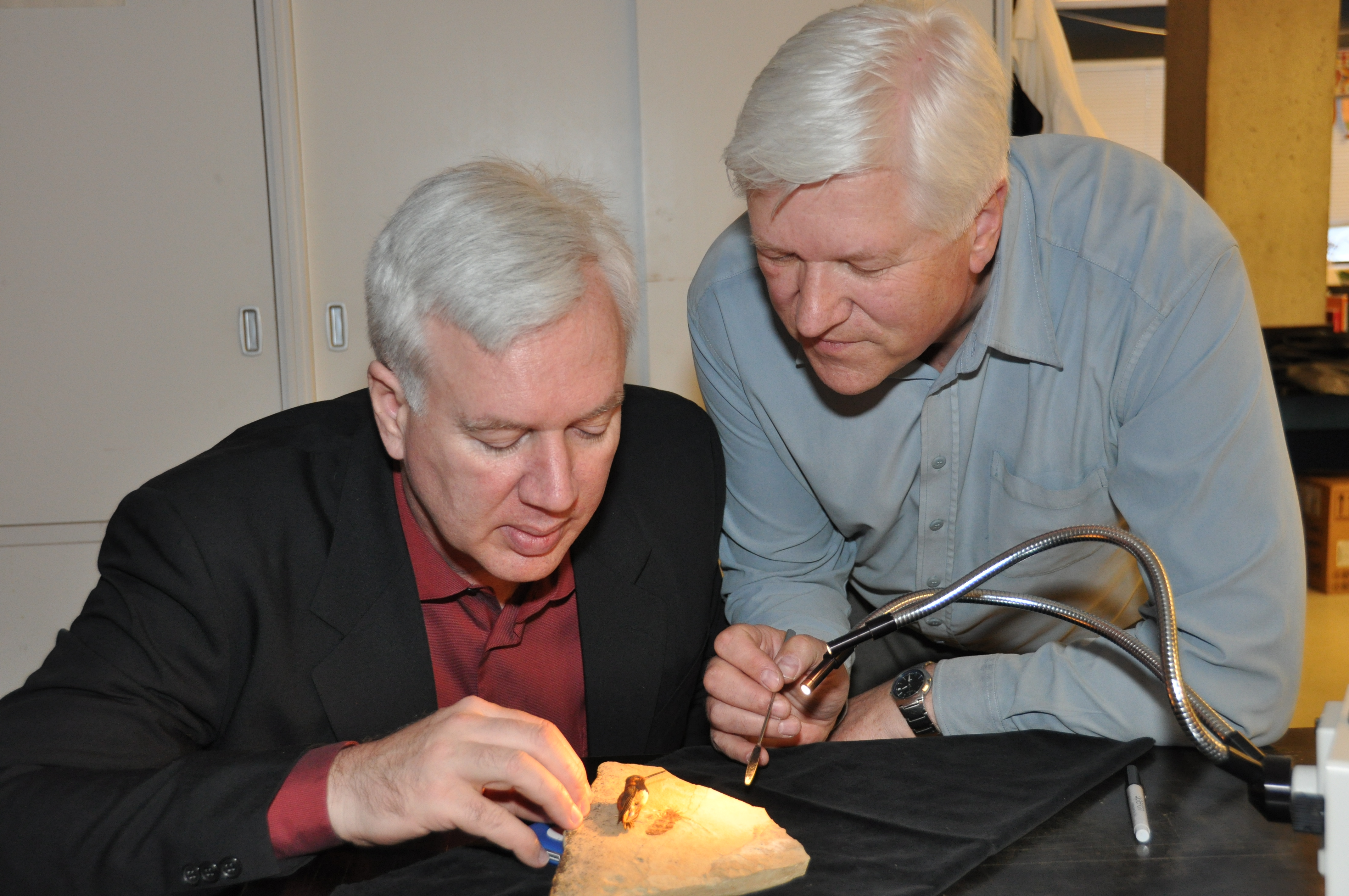
研究人員布魯斯·阿奇博多和羅夫·馬修斯正在檢視盧氏泰坦蟻化石

盧氏泰坦蟻的正模標本化石由路易斯·盧貝發現於美國懷俄明州甘霖縣綠河組丹佛自然科學博物館編號784地點的古代湖沉積物中。該化石由路易斯·盧貝捐贈至丹佛自然科學博物館，並且在儲藏櫃中被布魯斯·阿奇博多和博物館館長羅夫·馬修斯發現，樣本僅包含有一隻蟻后，沒有任何工蟻。
在發表盧氏泰坦蟻之後，原先被分類於古山蟻屬的巨古山蟻（Formicium gigantea）與類古山蟻（Formicium simillima）也被重新分類至本屬之下。
巨泰坦蟻與類泰坦蟻的完整化石發現於德國美茵河畔法蘭克福南方30公里處黑森梅瑟爾的梅塞爾坑。在附近的艾克菲德馬爾（ Eckfeld Maar）也有發現尚未發表的近似物種。

## 語源學
巨蟻的學名來自於希臘語的「 ()」，意思為「巨大的體型、力量，或是偉大的成就」，或是暗指希臘神話中的泰坦；希臘語的「 ()」則是「螞蟻」的意思，詞性為陰性。盧氏泰坦蟻學名「T. lubei」的種加詞則是為了紀念正模標本的發現者路易斯·盧貝。

## 分類學

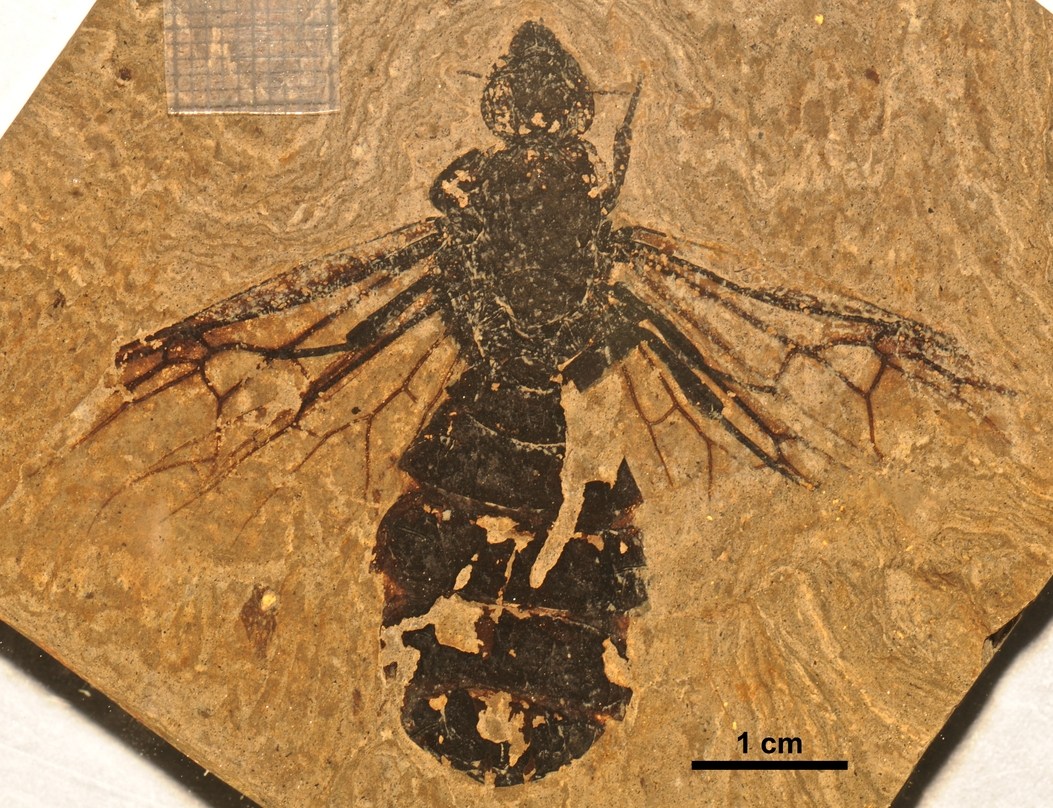
類泰坦蟻（T. simillima）正模標本化石，樣本編號 SMFMEI01006

布魯斯·阿奇博多於2011年建立新屬泰坦蟻屬並發表了新種盧氏泰坦蟻且將巨泰坦蟻（原名為巨古山蟻，學名為Formicium giganteum Lutz, 1986）與類泰坦蟻（原名為類古山蟻，學名為Formicium simillima Lutz, 1986）納入本屬之下，巨泰坦蟻被視為是泰坦蟻屬的模式種。
泰坦蟻屬與蟻科最大的特徵差異在於其具有形狀多變的腹垂節，三種已知的種類其腹垂節外型從卵圓形、細卵圓形至圓柱形。A5 腹節寬度相對於其他腹垂節為多變的，A3–A7 腹節長度也為多變的。
泰坦蟻屬三種蟻后的外型可以由其腹垂節外型來進行分辨，其腹垂節長寬比分別為盧氏泰坦蟻 – 2.14、巨泰坦蟻 – 1.40 與類泰坦蟻 – 1.50。盧氏泰坦蟻蟻后的腹垂節中後段為圓柱形而另外兩種則為卵圓形，最寬處落在 A5 腹節。A3 腹節長度大約為寬度的 {\displaystyle 1 \over 4}，另外兩種則約為 {\displaystyle 1 \over 3}。A4 腹節長度為 A3 腹節的三倍長，另外兩種則不超過兩倍。A5–A6 腹節長度為寬度的 {\displaystyle 1 \over 2}，另外兩種則為 {\displaystyle 1 \over 3}。A3 腹節在腹柄節關節處不具弧度。
巨泰坦蟻為目前已知體型最大的螞蟻，大於現存棲息於中非及東非，體長5（2.0英寸）的矛蟻兵蟻。其化石顯示雄蟻體長可達 3（1.2英寸），蟻后則能達到 6（2.4英寸），翼幅達 15（5.9英寸）

## 古生態學

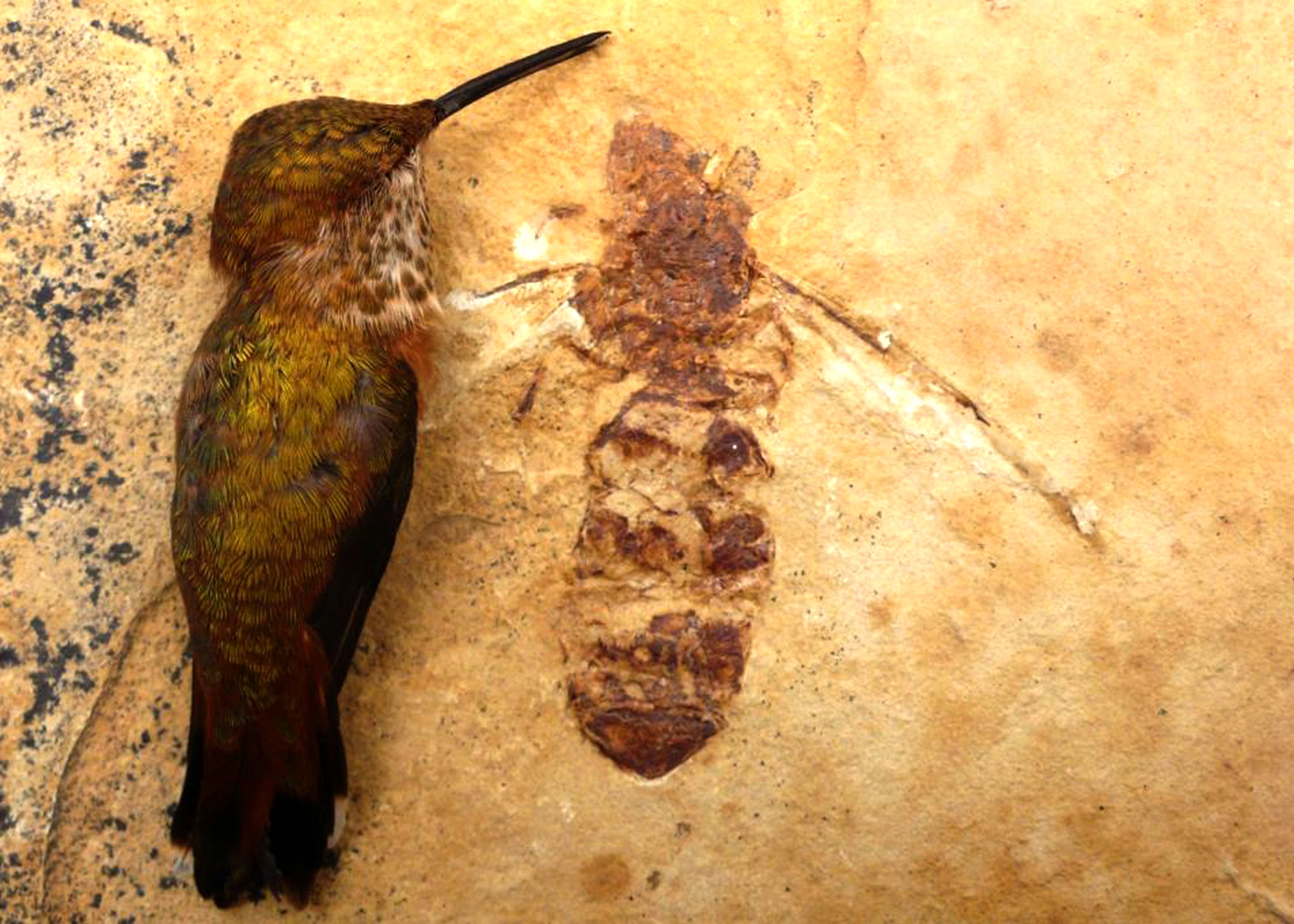
盧氏泰坦蟻（T. lubei）的正模標本與棕煌蜂鳥大小比較

巨泰坦蟻為本屬最早發現的物種，其化石保存十分完整。巨蟻不具有螫針和嗉囊，推測牠們可能主要透過噴灑蟻酸自衛，而食物則主要以新鮮食物為主，類似現存的切葉蟻（切葉蟻只食用蟻窩內栽培的真菌），或者為肉食性。現存的近親為矛蟻屬。巨蟻可能和行軍蟻一樣到處移動並狩獵大型動物。
盧氏泰坦蟻與同地層年代在德國和英格蘭南部的懷特島郡上所發現的泰坦蟻屬為近親，在這之前北美洲存有巨型螞蟻的唯一證據為始新世時期田纳西州所發現的螞蟻翼化石。這代表著在始新世（56 - 34 百萬年前）時期可能具有較高的氣溫及陸橋讓生活在熱帶地區的巨蟻、昆蟲與其他物種可以自歐洲遷移至北美洲，例如橫跨歐美的化石包括河馬屬的祖先、熱帶浮游生物及棕櫚科花粉化石。2023年，於加拿大英屬哥倫比亞省歐肯納根高地底層年代為始新世的地層中，也同樣發現了泰坦蟻屬的蟻后化石，在當時該地的氣候屬於亞熱帶至溫帶的山地地區。在這樣較低溫的生態環境下發現泰坦蟻屬化石意味著古山蟻亞科並未如之前預期的僅能於熱帶地區生存。

## 大眾文化
- 泰坦蟻屬出現在英國BBC所拍攝的《與野獸共舞》第1集中，襲擊並殺死了加斯顿鸟的幼雛。

## 外部連結
- 维基共享资源上的相關多媒體資源：Titanomyrma
- 維基物種上的相關：Titanomyrma